# Stiepnoj (rejon wołgodoński)
Stiepnoj (ros. Степной) – chutor w Rosji, w obwodzie rostowskim, w rejonie wołgodońskim. W 2010 liczył 500 mieszkańców.